# オラフ・トーン
オラフ・トーン（Olaf Thon, 1966年5月1日 - ）は、ドイツ（旧西ドイツ）・ゲルゼンキルヒェン出身の元サッカー選手。選手時代のポジションはミッドフィルダー、ディフェンダー（リベロ）。

## 経歴

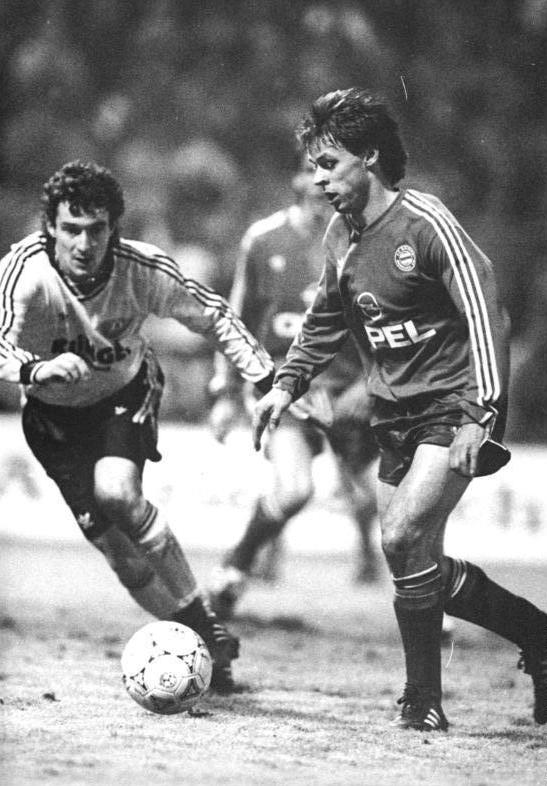
バイエルン・ミュンヘン時代のトーン（右側）

地元の有力クラブであるシャルケ04の下部組織を経て、1983年に16歳でプロデビュー。当時ブンデスリーガ1部と2部を行き来していたクラブにあって、10代にして主力選手として活躍。身長170 cmと小柄ながら、攻撃的MFとして優れた状況判断力と豊富な運動量でチームを牽引した。
程なく西ドイツ代表（当時）にも選出され、1984年12月16日の対マルタ戦で代表デビューを果たした。1986年のワールドカップメキシコ大会では出場機会はなかったが、準優勝を果たした、地元開催となった1988年のUEFA欧州選手権に臨む代表メンバーにも名を連ね、グループリーグのデンマーク戦でゴールを挙げている。
1988年にバイエルン・ミュンヘンに移籍。ゲームメーカーとして攻撃陣の中核を担い、移籍初年度から2シーズン連続でリーグ優勝を成し遂げた。1990年にはワールドカップイタリア大会の代表メンバーに選ばれ、自身は2試合の出場に留まったものの同国の3度目のワールドカップ優勝を経験した。なお準決勝のイングランド戦ではPK戦の4人目のキッカーとして登場。これを確実に決め2大会連続の決勝進出に貢献している。
1994年からは故郷に戻りシャルケ04に復帰。この頃からリベロにポジション転向し、積極果敢な守備と前線への正確なパス供給、好機時の鋭い攻め上がりでチームを牽引した。1997年にはUEFAカップ準決勝のCDテネリフェ戦の2ndレグでは2アシストを決め、決勝進出に貢献、決勝のインテル戦でも2戦共にフル出場、存在なくして優勝は語れない活躍でインテルを破り、クラブに初のヨーロッパタイトルをもたらした。の獲得に貢献した。約4年間代表からは遠ざかっていたが、シャルケでの活躍、マティアス・ザマーの怪我によりドイツ代表に復帰、1997年9月10日、ワールドカップ予選のアルメニア戦で先発フル出場した。1998年にはワールドカップフランス大会において自身3度目となる代表選出を受け、リベロとしてグループリーグの3試合に出場、第2戦のユーゴスラビア戦ではオリバー・ビアホフのゴールをアシストした、しかし、決勝トーナメントではローター・マテウスにポジションを奪われた。
2002年に36歳で引退。翌2003年1月にシャルケのホームスタジアム、アレーナ・アウフシャルケで行われた引退試合には6万席以上の客席が満員となるほどのファンが詰めかけた。ブンデスリーガ1部では通算443試合83ゴールの成績を残した。
引退後はシャルケ04の監査役を経て、2010-2011シーズンにノルトライン＝ヴェストファーレン州リーグのヒュルス (VfB Hüls) の監督を務めた。

## 代表歴

### 出場大会
- 西ドイツ/ドイツ代表
  - 1986 FIFAワールドカップ (準優勝)
  - UEFA欧州選手権1988 (ベスト4)
  - 1990 FIFAワールドカップ (優勝)
  - 1998 FIFAワールドカップ (ベスト8)

### 試合数
- 国際Aマッチ 52試合 3得点（1984年-1998年）[6]

| ドイツ代表 | 国際Aマッチ | 国際Aマッチ |
| 年         | 出場        | 得点        |
| ---------- | ----------- | ----------- |
| 1984       | 1           | 0           |
| 1985       | 6           | 0           |
| 1986       | 5           | 1           |
| 1987       | 8           | 1           |
| 1988       | 9           | 1           |
| 1989       | 1           | 0           |
| 1990       | 5           | 0           |
| 1991       | 0           | 0           |
| 1992       | 3           | 0           |
| 1993       | 2           | 0           |
| 1994       | 0           | 0           |
| 1995       | 0           | 0           |
| 1996       | 0           | 0           |
| 1997       | 2           | 0           |
| 1998       | 10          | 0           |
| 通算       | 52          | 3           |

## 獲得タイトル
代表チーム
- FIFAワールドカップ イタリア大会優勝（1990年）

クラブ
- シャルケ04
  - UEFAカップ優勝 （1997年）
  - ドイツカップ優勝（2001年・2002年）
  - ドイツリーグカップ優勝（2001年）
- バイエルン・ミュンヘン
  - ブンデスリーガ優勝（1988-1989・1989-1990・1993-1994シーズン）